# Macintosh TV
Macintosh TV foi um computador pessoal projetado pela Apple Inc em 1993. Com apenas 10 mil exemplares fabricados, foi o primeiro Mac desktop todo em cor preta e a acompanhar uma placa de captura de TV NTSC, além de controle remoto e leitor de CD.     
Inicialmente lançado portando a versão 7.1 do Mac OS (anteriormente chamado OS X), foi atualizado até a versão 7.6.1.   